# 賴特鎮區 (明尼蘇達州馬歇爾縣)
賴特鎮區（英語：Wright Township）是位於美國明尼蘇達州馬歇爾縣的一個行政鎮區，於1884年設立。

## 地方資料
賴特鎮區的面積為93.52平方千米，當中陸地面積為93.28平方千米，而水域面積為0.24平方千米。根據2020年美國人口普查的數據，當地共有人口93人，而人口密度為每平方千米0.99人。